# 419

## Události
- Theodorich I. se po Walliovi stává králem Vizigótů.

## Narození
- Valentinianus III. – císař Západořímské říše

## Hlavy států
- Papež – Bonifác I. (418–422) + vzdoropapež Eulalius (418–419)
- Východořímská říše – Theodosius II. (408–450)
- Západořímská říše – Honorius (395–423)
- Perská říše – Jazdkart I. (399–421)
- Vizigóti – Wallia (415–419) » Theodorich I. (419–451)
- Vandalové – Gunderich (407–428)